# 福田将儀
福田 将儀（ふくだ まさよし、1992年4月17日 - ）は、千葉県山武郡松尾町（現・山武市）出身の元プロ野球選手（外野手）。右投右打。

## 経歴

### プロ入り前
小学校2年生の時に「松尾キングスターズ」で野球を始め、当時は投手と遊撃手。松尾中学校時代は「九十九シニア」で投手としてプレーした。習志野高校では1年生で主に中堅手のレギュラーになった。2年生時の春の選抜大会の1回戦で「7番・中堅手」、2回戦では「4番・中堅手」で先発出場し、計8打数3安打1本塁打1打点、打率.375の成績だった（チームは2回戦敗退）。3年生時の夏の甲子園・千葉大会では準決勝で成田高校に3-4で敗れた。野球部の同期には山下斐紹がいる。
中央大学では1年生時の春に中堅手のレギュラーを獲得し、2年生時の秋季リーグで東都大学野球リーグのベストナイン（外野手）を獲得した。4年生時の夏に打撃フォームの改造に着手。同年の秋季リーグでは打率.328、10打点、2本塁打、6盗塁と初の3割越えと本塁打を記録し、2度目のベストナインを受賞した。リーグ通算95試合出場、329打数81安打33打点2本塁打、打率.246。大学の野球部には3学年先輩に井上晴哉、2学年先輩に鍵谷陽平、同期に島袋洋奨がいる。
2014年10月23日に行われたプロ野球ドラフト会議で東北楽天ゴールデンイーグルスから3位指名を受け、契約金5500万円、年俸1000万円（金額は推定）で合意し、入団した。背番号は「24」。

### プロ入り後
2015年、開幕を一軍で迎える。3月28日の対北海道日本ハムファイターズ戦に2番・右翼手  でプロ初出場・初先発し、4月14日の対埼玉西武ライオンズ戦ではプロ初安打を放つと、17日の対日本ハム戦ではセーフティーバントによる適時内野安打で初打点を挙げ、21日の対ソフトバンク戦では7回に初盗塁。28日のオリックス戦では初の猛打賞を記録した。5月の序盤は好調で、一時期ながら1番中堅手に定着。同月21日の対日本ハム戦の2回には武田勝から初本塁打を放つ。しかし、以後は調子を落とし、6月にはスタメンから外され、同月28日に登録を抹消された。シーズン終盤の9月27日に再登録後は31打数8安打であったが、その内の4安打は翌28日のオリックス戦で達成した自身初の1試合4安打であった。
2016年も前年に引き続いて開幕を一軍で迎える。6月4日時点で36試合出場、その内14試合の先発で打率.200、本塁打2という成績であり、翌5日に抹消される。二軍では47試合の出場で、打率.188、本塁打0の成績に終わり、シーズン終了まで再昇格はなかった。
2017年は一軍出場が僅か9試合に終わり、二軍では80試合の出場で、打率.238、4本塁打の成績であった。10月28日に戦力外通告を受けた。

### 現役引退後
楽天退団後、2018年1月に自身のInstagramのアカウントを作成。野球選手としては引退し、ソニー生命の柏支社に営業職として入社したことを明かした。

## 選手としての特徴・人物
- 大学生時で50メートル走のタイムは6.0秒[1]。プロ入り後に計測した30メートル走ではチームの一軍選手トップの4.15秒を記録。また、中学3年生時に出場した千葉県山武市の陸上大会では100メートルを10.83秒で走り、成人部門で1位になったことがある[17]。

## 詳細情報

### 年度別打撃成績
| 年 度    | 球 団    | 試 合 | 打 席 | 打 数 | 得 点 | 安 打 | 二 塁 打 | 三 塁 打 | 本 塁 打 | 塁 打 | 打 点 | 盗 塁 | 盗 塁 死 | 犠 打 | 犠 飛 | 四 球 | 敬 遠 | 死 球 | 三 振 | 併 殺 打 | 打 率 | 出 塁 率 | 長 打 率 | O P S |
| -------- | -------- | ----- | ----- | ----- | ----- | ----- | -------- | -------- | -------- | ----- | ----- | ----- | -------- | ----- | ----- | ----- | ----- | ----- | ----- | -------- | ----- | -------- | -------- | ----- |
| 2015     | 楽天     | 67    | 210   | 185   | 20    | 40    | 7        | 0        | 1        | 50    | 12    | 5     | 8        | 8     | 1     | 13    | 0     | 3     | 45    | 2        | .216  | .277     | .270     | .547  |
| 2016     | 楽天     | 36    | 74    | 60    | 6     | 12    | 2        | 0        | 2        | 20    | 8     | 2     | 2        | 6     | 0     | 8     | 0     | 0     | 11    | 3        | .200  | .294     | .333     | .627  |
| 2017     | 楽天     | 9     | 7     | 7     | 1     | 1     | 0        | 0        | 0        | 1     | 1     | 1     | 0        | 0     | 0     | 0     | 0     | 0     | 1     | 0        | .143  | .143     | .143     | .286  |
| NPB：3年 | NPB：3年 | 112   | 291   | 252   | 27    | 53    | 9        | 0        | 3        | 71    | 21    | 8     | 10       | 14    | 1     | 21    | 0     | 3     | 57    | 5        | .210  | .278     | .282     | .560  |

### 年度別守備成績
| 年 度 | 球 団 | 外野  | 外野  | 外野  | 外野  | 外野  | 外野     |
| 年 度 | 球 団 | 試 合 | 刺 殺 | 補 殺 | 失 策 | 併 殺 | 守 備 率 |
| ----- | ----- | ----- | ----- | ----- | ----- | ----- | -------- |
| 2015  | 楽天  | 63    | 98    | 2     | 0     | 1     | 1.000    |
| 2016  | 楽天  | 32    | 21    | 0     | 1     | 0     | .955     |
| 2017  | 楽天  | 8     | 4     | 0     | 0     | 0     | 1.000    |
| 通算  | 通算  | 103   | 123   | 2     | 1     | 1     | .992     |

### 記録
初記録
- 初出場・初先発出場 : 2015年3月28日、対北海道日本ハムファイターズ2回戦（札幌ドーム）、2番・右翼手で先発出場
- 初打席：同上、1回表に武田勝から遊撃ゴロ
- 初安打：2015年4月14日、対埼玉西武ライオンズ3回戦（西武プリンスドーム）、5回表に十亀剣から中前安打
- 初打点：2015年4月17日、対北海道日本ハムファイターズ4回戦（楽天Koboスタジアム宮城）、3回裏に斎藤佑樹から三塁適時バント内野安打
- 初盗塁：2015年4月21日、対福岡ソフトバンクホークス3回戦（福岡ヤフオクドーム）、7回表に二盗（投手：五十嵐亮太、捕手：鶴岡慎也）
- 初本塁打：2015年5月21日、対北海道日本ハムファイターズ12回戦（楽天Koboスタジアム宮城）、2回裏に武田勝から左越2ラン

### 背番号
- 24 （2015年 - 2017年）

### 登場曲
- 「人生は素晴らしい物語。」ハジ→（2015年 - 2017年）